# Floris van Montmorency (1580-1659)
Floris van Montmorency (Douai, 18 november 1580 – Antwerpen, 12 augustus 1659) was een edelman, geestelijke en een hoge bestuurder van de jezuïeten in de Nederlanden in de zeventiende eeuw.

## Biografie

### Familie
Floris, telg uit een zijtak van een hoogadellijk Frans geslacht, was een zoon van Lodewijk van Montmorency (1554-1585), heer van Beuvry en Johanna van Sint-Omaars,  erfvrouwe van de heerlijkheden Moerbeke en Robeke. Zijn oudste broer Frans werd verheven tot graaf van Moerbeke en Stegers en zijn jongere broer Jan (II) zou in 1630 worden verheven tot 1e prins van Robeke.

### Geestelijke
Floris van Montmorency trad in 1599 in als jezuïet. Van 1614 tot 1617 was hij rector van de Jezuïtenschool in Lille en aansluitend tot 1619 in zijn geboortestad Douai. In 1619 werd hij aangesteld als provinciaal der Jezuïten in de Nederduitse Nederlanden, in 1627 gevolgd door een benoeming als provinciaal der Jezuïten in de Vlaamse Nederlanden. Zijn hoogste functie betrof zijn benoeming in 1649 als vicaris-generaal van de Sociëteit van Jezus, welke plaatsvond kort na het overlijden van Vincenzo Carafa, generaal-overste van de Sociëteit van Jezus. 
De Vlaamse Neolatijnse dichter Jacobus Wallius (1599-1690) wijdde in een lofdicht aan Montmorency: “Ode ad Fl. Montmorencium e S.J. per Flandro-Belgicam praepositum Provincialem. Cum in navi, qua trajecta Ruremundum vehebatur, a Batavis Mosae insidentibus captus, suae Provinciae redderetur”.

### Concordia van 1624
In het begin van de zeventiende eeuw duldden Nederlanders maar mondjesmaat katholieke activiteiten in hun land. Omdat met name het werk van jezuïeten met argwaan werden bekeken, zat ook de katholieke kerk in de Nederlanden niet te wachten op hun aanwezigheid, laat staan in groten getale. In 1624 sloot Montmorency daarom op 15 oktober met apostolisch vicaris Philippus Rovenius op diens verzoek de zogenoemde Concordia, waarin onder meer werd vastgelegd dat aantal staties van de jezuïeten in de Nederduitse Nederlanden maximaal 33 mocht bedragen. De Concordia bleef in stand tot 1652, toen apostolisch vicaris Jacobus de la Torre in zijn Concessiones Ephesinae toestond dat dit aantal drastisch mocht worden verhoogd, wat tot conflicten leidde binnen de Rooms-Katholieke Kerk in de Republiek der Zeven Verenigde Nederlanden.

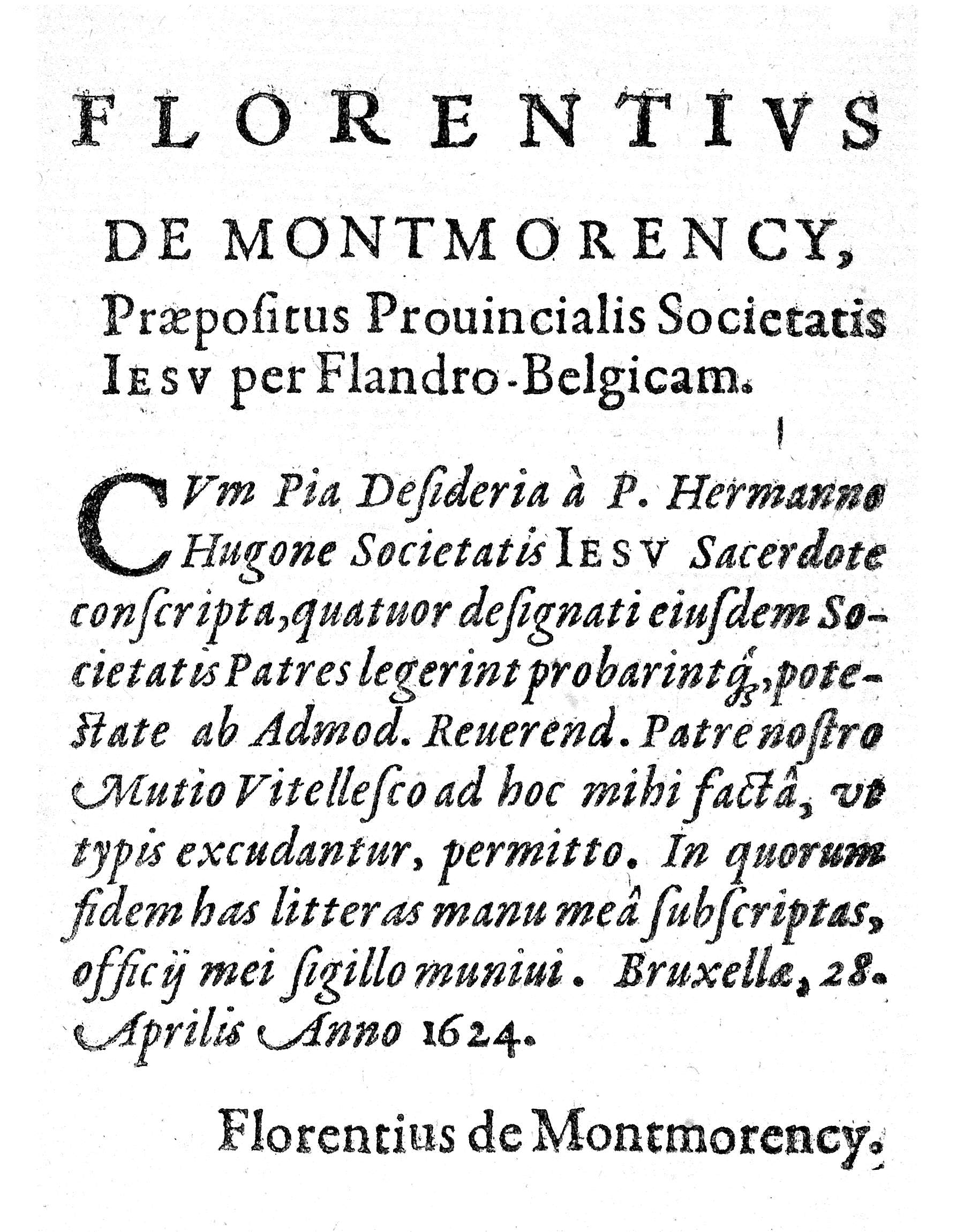
Tekst van Montmorency in het boek Pia Desideria Emblematis Illvstrata (1624)

Wapen van Floris van Montmorency, vicaris-generaal der Jezuïten